# Шредер, Пол
Пол Джо́зеф Шре́дер, или Шре́йдер (англ. Paul Joseph Schrader; род. 22 июля 1946, Гранд-Рапидс, США) — американский кинорежиссёр, сценарист, теоретик кино. Номинант на премию «Оскар» («Дневник пастыря»). 

## Биография
Родился 22 июля 1946 года. Шредер воспитывался в религиозной семье выходцев из Голландии, до 18 лет ему не разрешали посещать кино. Окончил кальвинистскую семинарию. В 1969 году начал работать кинокритиком в журналах «LA Weekly Press» и «Cinema». Написал книгу «Трансцендентальный стиль в кино: Одзу, Брессон и Дрейер» (1972). Неоднократно писал о творчестве Тарковского.
Шредер — автор сценариев к фильмам «Якудза» Сидни Поллака; «Таксист», «Бешеный бык» и «Последнее искушение Христа» Мартина Скорсезе; «Наваждение» Брайана Де Пальма.
Режиссёрским дебютом Шредера стал в 1978 году фильм о профсоюзном движении «Синие воротнички». В 1982 году он снял ремейк фильма ужасов Жака Тёрнера «Люди-кошки» со значительно переработанным сюжетом. Его фильм «Мисима: жизнь в четырех главах» (1985) о знаменитом японском писателе участвовал в основном конкурсе Каннского кинофестиваля. Член жюри Берлинского (1987 и 2007) и Венецианского МКФ (2013).
Брат — Леонард Шрейдер (1943—2006), сценарист, продюсер, японист.
В январе 2019 года Пол Шредер был номинирован на Оскар в категории «лучший оригинальный сценарий» за фильм «Дневник пастыря».
В середине сентября 2021 года в российский прокат вышел триллер Шредера «Холодный расчет», главную роль в котором исполнил Оскар Айзек.

## Фильмография

### Полнометражные фильмы
| Год  | Русское название               | Оригинальное название             | Режиссёр | Сценарист | Исполнительный продюсер |
| ---- | ------------------------------ | --------------------------------- | -------- | --------- | ----------------------- |
| 1974 | Якудза                         | The Yakuza                        |          | Да        |                         |
| 1976 | Таксист                        | Taxi Driver                       |          | Да        |                         |
| 1976 | Наваждение                     | Obsession                         |          | Да        |                         |
| 1977 | Раскаты грома                  | Rolling Thunder                   |          | Да        |                         |
| 1978 | Синие воротнички               | Blue Collar                       | Да       | Да        |                         |
| 1979 | Жесткач                        | Hardcore                          | Да       | Да        |                         |
| 1979 | Старые ухажёры                 | Old Boyfriends                    |          | Да        | Да                      |
| 1980 | Американский жиголо            | American Gigolo                   | Да       | Да        |                         |
| 1980 | Бешеный бык                    | Raging Bull                       |          | Да        |                         |
| 1982 | Люди-кошки                     | Cat People                        | Да       |           |                         |
| 1985 | Мисима: Жизнь в четырёх главах | Mishima: A Life in Four Chapters  | Да       | Да        |                         |
| 1986 | Берег москитов                 | The Mosquito Coast                |          | Да        |                         |
| 1987 | При свете дня                  | Light Of Day                      | Да       | Да        |                         |
| 1988 | Патти Херст                    | Patty Hearst                      | Да       |           |                         |
| 1988 | Последнее искушение Христа     | The Last Temptation of Christ     |          | Да        |                         |
| 1990 | Утешение незнакомцев           | The Comfort Of Strangers          | Да       |           |                         |
| 1992 | Чуткий сон                     | Light Sleeper                     | Да       | Да        |                         |
| 1996 | Мэрия                          | City Hall                         |          | Да        |                         |
| 1997 | Касание                        | The Touch                         | Да       | Да        |                         |
| 1997 | Скорбь                         | Affliction                        | Да       | Да        |                         |
| 1999 | Навеки моя                     | Forever Mine                      | Да       | Да        |                         |
| 1999 | Воскрешая мертвецов            | Bringing Out the Dead             |          | Да        |                         |
| 2002 | Автофокус                      | Auto Focus                        | Да       |           |                         |
| 2005 | Изгоняющий дьявола: Приквел    | Dominion: Prequel to the Exorcist | Да       |           |                         |
| 2007 | Эскорт для дам                 | The Walker                        | Да       | Да        |                         |
| 2008 | Воскресший Адам                | Adam Ressurected                  | Да       |           |                         |
| 2013 | Каньоны                        | The Canyons                       | Да       |           |                         |
| 2014 | Умирающий свет                 | Dying of the Light                | Да       | Да        |                         |
| 2016 | Человек человеку волк          | Dog Eat Dog                       | Да       | Да        |                         |
| 2017 | Дневник пастыря                | First Reformed                    | Да       | Да        |                         |
| 2021 | Холодный расчёт                | The Card Counter                  | Да       | Да        |                         |
| 2022 | Святых нет                     | There Are No Saints               |          | Да        | Да                      |
| 2022 | Садовник                       | Master Gardener                   | Да       | Да        |                         |
| TBA  | Девять мужчин навсегда         | Nine Men from Now                 | Да       | Да        |                         |

### Другие режиссёрские проекты
| Год  | Название                                                | Примечания                                            |
| ---- | ------------------------------------------------------- | ----------------------------------------------------- |
| 1985 | Tight Connection to My Heart - Has Anybody Seen My Love | Музыкальное видео Боба Дилана                         |
| 1994 | Охота на ведьм                                          | Телефильм                                             |
| 1995 | Untitled: New Blue                                      | Короткометражный документальный фильм                 |
| 2013 | Venice 70: Future Reloaded                              | Безымянный короткометражный фильм в составе антологии |

### Награды и номинации
| Премия                              | Год  | Фильм                            | Категория                                   | Результат |
| ----------------------------------- | ---- | -------------------------------- | ------------------------------------------- | --------- |
| «Оскар»                             | 2019 | «Дневник пастыря»                | Лучший оригинальный сценарий                | Номинация |
| «Золотой глобус»                    | 1977 | «Таксист»                        | Лучший сценарий                             | Номинация |
| «Золотой глобус»                    | 1981 | «Бешеный бык»                    | Лучший сценарий                             | Номинация |
| «Выбор критиков»                    | 2019 | «Дневник пастыря»                | Лучший оригинальный сценарий                | Победа    |
| «Независимый дух»                   | 1993 | «Чуткий сон»                     | Лучший сценарий                             | Номинация |
| «Независимый дух»                   | 1998 | «Прикосновение»                  | Лучший режиссёр                             | Номинация |
| «Независимый дух»                   | 1998 | «Прикосновение»                  | Лучший сценарий                             | Номинация |
| «Независимый дух»                   | 1999 | «Скорбь»                         | Лучший режиссёр                             | Номинация |
| «Независимый дух»                   | 1999 | «Скорбь»                         | Лучший сценарий                             | Номинация |
| «Независимый дух»                   | 2019 | «Дневник пастыря»                | Лучший режиссёр                             | Номинация |
| «Независимый дух»                   | 2019 | «Дневник пастыря»                | Лучший сценарий                             | Номинация |
| «Спутник»                           | 2019 | «Дневник пастыря»                | Лучший оригинальный сценарий                | Номинация |
| Берлинский кинофестиваль            | 1979 | «Грубая порнография»             | Золотой медведь                             | Номинация |
| Берлинский кинофестиваль            | 1992 | «Чуткий сон»                     | Золотой медведь                             | Номинация |
| Венецианский кинофестиваль          | 2017 | «Дневник пастыря»                | Золотой лев                                 | Номинация |
| Венецианский кинофестиваль          | 2017 | «Дневник пастыря»                | Green Drop Award                            | Победа    |
| Каннский кинофестиваль              | 1985 | «Мисима: жизнь в четырёх главах» | Золотая пальмовая ветвь                     | Номинация |
| Каннский кинофестиваль              | 1985 | «Мисима: жизнь в четырёх главах» | Best Artistic Contribution                  | Победа    |
| Каннский кинофестиваль              | 1988 | «Патти Херст»                    | Золотая пальмовая ветвь                     | Номинация |
| Национальный совет кинокритиков США | 2018 | «Дневник пастыря»                | Лучший оригинальный сценарий                | Победа    |
| Премия Гильдии сценаристов США      | 1977 | «Таксист»                        | Лучшая оригинальная драма                   | Номинация |
| Премия Гильдии сценаристов США      | 1999 |                                  | Laurel Award for Screen Writing Achievement | Победа    |